# 酢酸ベンジル
酢酸ベンジル（さくさんベンジル、ベンジルアセテート、benzyl acetate）は分子式 C9H10O2 で表される有機化合物で、ベンジルアルコールと酢酸が縮合したエステルである。消防法による第4類危険物 第3石油類に該当する。
酢酸ベンジルは多くの花に見られ、特にジャスミン、イランイラン、トベラ、クチナシなどの精油の主成分である。これ自体がジャスミン様の甘い香りを持っており、香水や化粧水に使われる。またシタバチ類のオスを誘引する化合物（フェロモン）の一つでもあり、研究のためにこれらのハチを捕まえる際の罠に使われる。
さらに、酢酸ベンジルはプラスチックや樹脂、酢酸セルロース、硝酸エステルなどを溶かす溶媒としても用いられる。脂溶性が高く、皮膚に触れると脱脂を起こす。